# Signallaufzeit

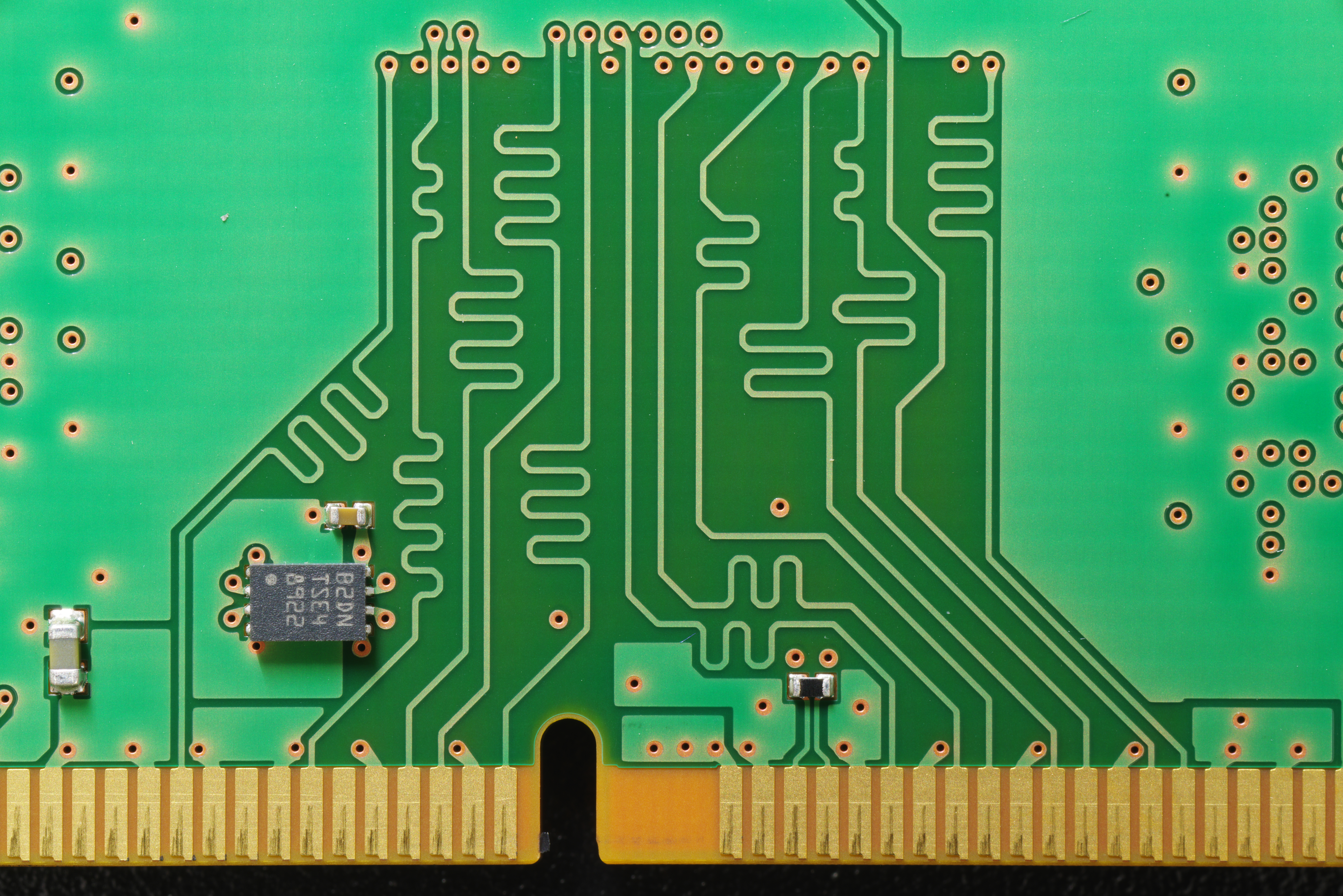
Mäanderförmig verlegte Leiterbahnen auf einem Speicherriegel, um Signallaufzeiten bei paralleler Ansteuerung anzugleichen.

Unter der Signallaufzeit oder kurz Laufzeit versteht man in der Elektrotechnik die zeitliche Differenz zwischen dem Eintritt eines Signals in ein (kausales) System und dem Austritt, in der Signaltheorie auch als Gruppenlaufzeit bezeichnet. Der Begriff des Systems ist hierbei sehr weit gefasst. 
Ein Beispiel ist die so genannte Gatterlaufzeit, also die Zeit, die bei der Verarbeitung von Informationen in einem Logikgatter vergeht. Diese kann mit Ringoszillatoren gemessen werden. Die Gatterlaufzeit bestimmt die Maximalfrequenz des Taktsignals in Rechnersystemen. Konkrete Methoden zur Ermittlung von Laufzeiten in Netzwerken stellt die sogenannte Laufzeittoleranzrechnung bereit.
Die Laufzeit von frei fliegenden Elektronen ist in Laufzeitoszillatoren wie Magnetron und Klystron frequenzbestimmend.
Beim Hochleistungsradar wird das Magnetron mit sehr kurzen, leistungsstarken Impulsen betrieben. Deren Länge wird durch die Signallaufzeit in einem Koaxialkabel definiert.
Ein Bereich, der sich wesentlich mit der Laufzeit von elektrischen Signalen und deren Charakteristika befasst, ist die Zeitbereichsreflektometrie.